# 富滇银行 (中华民国)

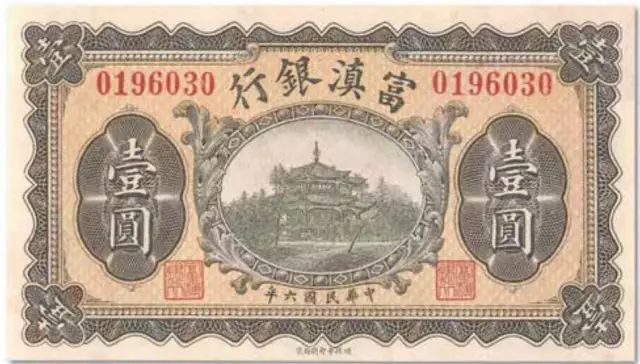
财政部印刷局印制的富滇银行民国六年一圆券

富滇银行，又称云南富滇银行，是中华民国大陆时期由雲南省政府设立的一家省立地方银行，1912年3月27日成立，1932年6月30日撤销。广义上而言，“富滇银行”也可以包括其后组建的富滇新银行。该行与富滇新银行均曾发行货币，是云南省近代最主要的银行，也是当时该省实际上的“中央银行”。

## 历史
清朝末年，大清银行曾在云南省设立分行，并成立云南造币分厂，在云南发行过铸币和纸币。1911年10月30日，滇军将领蔡锷、唐继尧在昆明举行武装起义，宣布云南脱离清政府统治。清末时期，云南省财政入不敷出，需要由中央拨款或各省接济，宣布独立后解决财政不足成为一大难题。11月，新成立的云南财政司和实业司向云南军都督府提请设立公钱局，以发行货币、筹备军饷。后因公钱局被认为规模无法满足军政需要，改为成立云南地方管办银行，并定名为“富滇银行”。11月25日财政司、实业司刊发《富滇银行关防照会》，12月21日富滇银行开始营业，都督府委任黄凤祥为银行总理，解永嘉为银行协理。经过议定章程，呈报军政府批准后，富滇银行在1912年3月27日在昆明正义路威远街正式成立:93，并发行可以银元无限兑换的纸币，宣布拒收纸币违法。1912年，云南军都督府宣布废两改元，为继四川之后第二个确定银元本位的省份。军都督府接管云南造币分厂，后改称云南造币厂。根据该行成立时公布的章程，该行定资本为100万元，每年红利的70%需要归公充饷，1914年修改章程增加资本为300万元，1917年再增为500万元，但实收资本仅约50万元，1921年因其代为保管的唐继尧存款100万元被划拨为该行的基本金，其资本才增至150万元:93。富滇银行自铸半开银元150万元做准备金，并发行纸币。该行之后在各地开设分行的资金也来自军政府对外战争所得。
银行成立之初，恰逢世界银价下跌，同时云南从大锡出口获利颇丰，因而进口白银用于铸造银币。由于银币成色要低于银两，且使用方便，逐渐将市面上流通的银两取代。由于云南铜矿为军政府掌握，铜辅币制造成立低，私铸铜元、制钱难以获利，辅币发行也被政府独占。制钱则随着比价不断降低，最终被政府发行的辅币取代。为庆祝重九起义的胜利，云南开铸一仙纪念铜元，但有试铸币，公开发行的仍为晚清旧模铜元。最早的自铸银币为“拥护共和”纪念银币，该币为重库平三钱六分的半开银元，正面印铸有唐继尧肖像，老版为侧身像铸量不大，新版为正面像，与清代半开成色一致，共铸发200万枚。因“拥护共和”纪念银币含银量较高，后来多被销熔改铸。据不完全统计，自1912年至1931年间，云南造币厂所铸半开银元13,674万元，在各类银币中占76.73%，而一圆主币在仅占0.12%。1916年，开铸“拥护共和”铜元，有紫铜和黄铜两种，面额为当制钱五十:28。半开银元本为库平三钱六分的五角银辅币，辅币在清末民初被限制流通，但半开银元却成为云南地区的主要流通货币:9。
富滇银行所发行的纸币被称为“滇币”或“滇票”，或与之后的富滇新银行所发纸币相对称“旧滇币”或“老滇票”，有1角、2角、5角（半圆）、1元、5元、10元、50元和100元等面额。滇票共发行八版主币券和两版辅币券，主要由云南本省的云南官印局印制，其他印制机构包括商务印书馆、财政部印刷局和美国钞票公司。滇币的发行标志着相对独立的云南地方货币金融系统再次建立，至1931年共发行9,200万元。尽管大元仍为本位货币，但半开银币实际上成为云南市面上的最主要的货币:28。1919年至1920年，国际金币大跌，云南政府铸造发行“拥护共和”纪念金币，包括重库平二钱五分当银元十元的和重库平一钱二分五厘当银元五元的。1922年，金价回涨，纪念金币多被商人熔铸后贩运出省或被东方汇理银行收兑:9,37。1923年，云南开始制造机制镍币，包括一毫和半毫两种面额，至1926年共发行镍币380万元，主要在滇西和滇东北的部分地区:55。
唐继尧从1913年开始主政云南，期间连年战争，省政府不断向富滇银行借债，富滇银行随之不断增发滇币，最终造成严重的通货膨胀。期间，以法国东方汇理银行为代表的国际金融力量全面渗入云南。尽管半开银币的成色也在不断下降，一度降至不到四成，但相比纸币贬值有限，流通越来越广，甚至流入贵州、广西和四川的部分地区:28。1927年，唐继尧在二·六政变后下台。1929年，老滇票彻底崩溃，富滇银行停业清理，云南省政府决定整理金融，规定从1930年1月1日起税收以现金（既半开）为本位。1932年8月31日，時任云南省政府主席龙云重组富滇新银行，筹集半开银元1,600万元为准备金，发行新纸币，被称为“新滇票”，并规定其为全省通用货币，与半开同时流通，每元等值兑换半开银元两枚；并规定公私单位一律以新滇币计价，正式确定了半开银币为本位货币，并以每5元折新币1元的比率陆续将老滇票回收销毁:9-10,29-30,55。

## 分支机构
| 序号 | 分支机构   | 经理   | 开设时间       | 撤销时间      | 地址               |
| ---- | ---------- | ------ | -------------- | ------------- | ------------------ |
| 1    | 河口分行   | 凌荣年 | 1912年4月5日   | 1932年        | 河口街             |
| 2    | 个旧分行   | 沈筠章 | 1912年5月4日   | 1932年        | 个旧云庙           |
| 3    | 昭通分行   | 黄廷榘 | 1912年5月      | 1931年        | 恩安县怀远街       |
| 4    | 思茅分行   | 朱朝琛 | 1912年5月      | 1929年9月12日 | 下二街120号        |
| 5    | 下关分行   | 舒翼才 | 1912年6月      | 1932年        | 大理下关振兴街     |
| 6    | 永昌分行   | 赵端   | 1912年6月22日  | 1932年        | 保山保岫东路       |
| 7    | 丽江分行   | 和庚吉 | 1912年7月13日  | 1919年        | 大研镇光义街       |
| 8    | 腾越分行   | 王守道 | 1913年8月      | 1926年        | 腾冲               |
| 9    | 通海分行   | 赵宗鲜 | 1913年9月13日  |               |                    |
| 10   | 蒙自分行   | 周子煊 | 1913年11月1日  | 1929年        | 西正街             |
| 11   | 建水分行   | 曾习经 | 1913年         | 1925年        | 临安二段街         |
| 12   | 石屏分行   | 宋辉   | 1913年         | 1930年        | 县政府旁           |
| 13   | 玉溪分行   | 李风祥 | 1913年         |               |                    |
| 14   | 香港分行   | 张木欣 | 1914年3月      |               | 香港               |
| 15   | 开化分行   |        | 1914年3月      | 1929年9月12日 | 云南省開化府文山縣 |
| 16   | 上海分行   | 任嗣达 | 1915年12月     |               |                    |
| 17   | 海防分行   | 黄子衡 | 1916年         |               | 安南（今越南）海防 |
| 18   | 曼德勒分行 |        | 1916年         |               | 缅甸曼德勒         |
| 19   | 曲靖分行   |        | 1919年         | 1927年        | 土主街46 号        |
| 20   | 阿迷汇兑处 | 曾应焘 | 1920年10月31日 |               | 开远               |
| 21   | 永北汇兑处 | 李秉钧 | 1921年         |               | 永胜县南街冷著堂家 |
| 22   | 楚雄汇兑处 |        | 1921年         |               | 鹿城西大街         |
| 23   | 墨江汇兑处 | 杨述道 | 1922年         | 1924年7月     | 南城外大街头       |
| 24   | 景东汇兑处 |        | 1922年         |               | 景东县城           |
| 25   | 泸西汇兑处 | 顾视本 | 1923年         |               | 江西街             |
| 26   | 姚安汇兑处 | 董绍斋 | 1924年         | 1927年        |                    |
| 27   | 车里分行   | 柯树勋 | 1925年         |               | 景洪/勐海          |
| 28   | 蒙化分行   | 范德霨 | 1928年         |               |                    |

## 历任负责人
| 上级部门       | 负责人职务       | 姓名   | 上任时间       | 离任时间       | 其他主要管理者       | 备注   |
| -------------- | ---------------- | ------ | -------------- | -------------- | -------------------- | ------ |
| 军都督府       | 总理             | 黄凤祥 | 1911年11月24日 | 1912年3月26日  | 协理解永嘉           | 第一次 |
| 军都督府       | 总办             | 李鸿纶 | 1912年3月27日  | 1913年6月      | 会办刘志道，协理陈钧 | 第一次 |
| 民政长行政公署 | 总理             | 黄凤祥 | 1913年7月      | 1913年11月     | 协理周子荫           | 第二次 |
| 民政长行政公署 | 总理             | 盛延龄 | 1913年11月     | 1914年5月      | 协理周子荫           |        |
| 民政长行政公署 | 总理             | 陈善   | 1914年6月      | 1916年2月      |                      |        |
| 省行政公署     | 财政厅厅长兼总理 | 陈钧   | 1916年3月      | 1916年7月      |                      |        |
| 省行政公署     | 财政厅厅长兼总理 | 吴琨   | 1916年8月      | 1916年10月     |                      |        |
| 省行政公署     | 总理             | 顾视高 | 1916年11月     | 1916年12月     | 协理张之霖           |        |
| 省长公署       | 行长             | 顾视高 | 1917年1月      | 1917年10月27日 | 副行长张之霖         |        |
| 省长公署       | 行长             | 詹秉忠 | 1917年         | 1921年2月8日   |                      |        |
| 省长公署       | 行长             | 顾秉钧 | 1921年2月      | 1922年4月6日   |                      |        |
| 省长公署       | 总经理           | 盛延龄 | 1922年4月      | 1922年9月      |                      |        |
| 省长公署       | 财政厅厅长兼行长 | 王九龄 | 1922年9月      | 1923年1月      |                      |        |
| 省公署         | 总办             | 王懋德 | 1923年1月      | 1923年1月      | 会办刘若愚           |        |
| 省公署         | 总办             | 李鸿纶 | 1923年         | 1924年         | 会办缪云台           | 第二次 |
| 省公署         | 财政司司长兼总办 | 董泽   | 1924年         | 1925年12月     |                      |        |
| 省公署         | 行长             | 秦光第 | 1926年1月      | 1927年         |                      |        |
| 省公署         | 总办             | 盛延龄 | 1927年1月      | 1927年2月      | 会办陆崇仁           |        |
| 政务委员会     | 行长             | 胡道文 | 1927年3月      | 1927年6月      |                      |        |
| 政务委员会     | 行长             | 马为麟 | 1927年6月      | 1928年6月      |                      |        |
| 省政务委员会   | 行长             | 庾恩荣 | 1928年7月      | 1929年         |                      |        |

## 相关
1996年成立的昆明市商业银行在2007年改名为“富滇银行”，新行名就源自民国时期的富滇银行。

## 备注
1. ↑  云南称五角银辅币为“半开”